# Erosaria englerti
Erosaria englerti is een slakkensoort uit de familie van de Cypraeidae. De wetenschappelijke naam van de soort is voor het eerst geldig gepubliceerd in 1965 door Summers & Burgess.